# うずまきナルト
うずまきナルトは、岸本斉史作の漫画作品及びそれを原作としたアニメ『NARUTO -ナルト-』に登場する架空の人物で、同作の主人公である。アニメでの声優は竹内順子、小暮英麻（「おいろけの術」によるナルコ状態）。ミュージカルでの俳優は屋良朝幸（2006年版）、松岡広大（2015年版 - 2019年版）、元木聖也（2016年ワールドツアーのうち上海公演を除く5公演）、中尾暢樹（2021年版以降）。歌舞伎での俳優は坂東巳之助。

## プロフィール
- 忍者登録番号：012607
- 誕生日：10月10日
- 星座：てんびん座
- 血液型：B型
- 身長：145cm（12歳時）→147cm（13歳時）→166cm（16・17歳時）→180cm（19歳以降）
- 体重：40kg（12〜13歳時）→50.9kg（16・17歳時）
- 性格：負けず嫌い、目立ちたがり
- 好きな食べ物：一楽のラーメン、おしるこ
- 嫌いな食べ物：生野菜
- 戦ってみたい相手：うちはサスケ、三代目火影
- 好きな言葉：味噌チャーシュー大盛りなると付
- 趣味：イタズラ、花の水やり

## 人物
火の国・木ノ葉隠れの里出身の忍者。四代目火影・波風ミナトと渦の国出身のくノ一であるうずまきクシナの間に生まれた。生後間もなく尾獣の一体・九尾の妖狐を宿した人柱力。天涯孤独という設定だが、これは連載当初の作者が「親が子を思う気持ちがわからなかった自身」の心境をそのまま反映したものとなっている。読切版の設定では「九尾の妖狐そのもの」であったが「実は九尾、では読者が共感しない」という判断から連載版の設定が生まれた。

### 容姿と口癖
父譲りの金髪と青い瞳を持つ。両頬に猫髭のような3本の線があり、これは2人の子供に受け継がれている（後述）。一人称は「オレ」。口癖は「…ってばよ」と語尾に「…だってばよ」（これは母クシナからの遺伝で、彼女の口癖は「…だってばね」）。名前の由来は、自来也の小説『ド根性忍伝』の主人公。自来也は「ラーメンを食べながら考えた適当な名前」と流石に止めるも、ミナトとクシナ両名の強い希望により付けられる。

### 性格
当初は忍者学校の卒業試験に何回も落ちるなど、勉強の出来が悪く、特別な忍術の才能にも恵まれているわけではないが、厳しい修行の末「影分身の術」をはじめとする高度な術を習得し、窮地の際にも最後まで諦めず状況を打開するなど、並外れた根性の持ち主である。
常人離れした行動力を持ち、良くも悪くも味方の運命を左右することが多いために「意外性NO.1のドタバタ忍者」とはたけカカシ等から評され、異名にもなっている。型にはまらない柔軟な思考が出来るタイプ（後にシカマルからも「冷静に策を練るタイプではないが、頭はキレる方」と評されている）で、相手の術や弱点を見抜く観察眼、危機的状況でも咄嗟の機転で回避する判断力、初めて共闘する相手でもその能力を即座に理解する適応力を備えている。通常考えもしないような術の運用法をして周囲を驚かせることが多く、これがナルトの急成長の元となっている部分も多い。だが、この異常なまでの成長の速さが、うちはサスケのナルトに対する劣等感を生み、彼が里を抜ける一因となってしまう。香燐曰くナルトのチャクラはサスケのチャクラと正反対であり明るくて暖かいようだが、奥にはドス黒いチャクラを感じるという。
カカシには「交わす言葉は少なくとも、誰とでも友達になってしまう」と評されている。また、後にテマリ曰く「人を変えていく力がある」とも言われ、中忍試験以降、殺伐としていた我愛羅の性格を変え風影を目指す要因になったり、里の行く末を案じていなかったチヨバアにそれをもたらすなど、出会った人間に大きな影響を与えることが多くなり、ペインとの対決以降、ひたすら憎悪に傾倒していくサスケとは対照的に、ある種の大人としての成長を見せるようになった。
また、いじめられている日向ヒナタを助けるなど、正義感も持ち合わせている。自来也曰く術の才能はいまいちだが、賭け事の才能はあるらしい。
悪戯の一環として、全裸の女性に変身する「おいろけの術」やそれに影分身を加えた「ハーレムの術」など、大人の男性が喜びそうな術（エロ忍術）も使う。第一部では子供ながらお色気にはわずかに興味があるらしく、女湯を覗こうとしたりするが、師匠の自来也に対してはそれを自重するように注意している。それは第二部でも変わらず、上記の術以上のお色気忍術を開発したりと、異性に対して歳相応の興味を持っている様子であるが、自来也の著書「イチャイチャシリーズ」に関しては以前と変わらず「つまらない」と述べている。またアニメでは公衆の面前でエロ忍術を披露しようとした木ノ葉丸に対し、時と場所を選ぶよう注意するなど周囲に気を遣っている。

### 夢
夢は「先代のどの火影をも超える火影になり、里の住民全員に自分の存在を認めさせること」。また、「真っ直ぐ自分の言葉は曲げないこと」を忍道として掲げている。後に九尾チャクラコントロールの修行で母クシナに会い両親に愛されて生まれたことを知った際には、夢に「父よりカッコいい男になり、母より強い忍になること」を加えている。

### 修行と実力
根性などの精神論を提唱しつつも、「険しい道の歩き方」を知ろうとしたり、螺旋丸や性質変化の修行で効率的なコツなどを使用するなど、理屈に基づいた唯物論的なやり方も実践している。
失敗が多いが「伝説の三忍」の一人である自来也直伝の「口寄せの術」で大蝦蟇ガマブン太を口寄せする。数ヶ月の期間を経て伝授された「螺旋丸（らせんがん）」も現在では使用頻度が非常に高い十八番の技になっており、後に木ノ葉丸にもナルト自ら「螺旋丸」を伝授している他、第二部では修行の末に「風」の性質変化、仙術、九尾チャクラモードなどの様々な力を会得している。カカシから千鳥を教えてもらおうとしたことがあったが、手の中心にチャクラを集めることができず失敗に終わっている。
上忍以上の実力を有してはいるものの、中忍試験に合格していないため、忍としてのランクは下忍のままになっている。

### 恋愛
幼少期より日向ヒナタには好意を持たれ、アニメではペイン戦後にいのが「ちょっと惚れちゃうかも」と気があるかのような発言が足された。また、ゲストの女性キャラと行動することが多いアニメオリジナルストーリーや劇場版では、心を開いたり、好意を抱かれたりしているが、ナルト自身は寄せられる好意には非常に鈍感。
「サクラちゃんデートしよ」等サクラに恋心があったかのように描かれている（アニメでは特にナルトからサクラへの好意が付け加えられている）。だが、これらは全て作者によるミスリードであり、実際は恋愛という概念そのものを正しく理解しておらず、異性に対する好意を「ラーメンが好き」などと同じ意味で捉えていたことが原作者ストーリー監修の劇場版『THE LAST』で明かされていた。また、サクラへの好意はサスケへの対抗心からくるものであったとも述べられており、そのことにナルト自身が気づくシーンが一番お気に入りシーンだと述べられている。
ヒナタに対しては「暗くて地味でウジウジしてて変な奴」との印象を抱いていたが、中忍選抜試験の奮闘や、本選前に励まされたことで評価を改める。ペイン戦でヒナタが瀕死の重傷を負った際にはそれをきっかけに九尾が暴走した。
ヒナタから向けられる想い、そして自分の想いに気づいた劇場版『THE LAST』後に交際、結婚から10年以上経過した『BORUTO』でも、良好な夫婦仲を保つ。

### その他
幽霊やお化け等の類は苦手で、恐怖による支配を得意とするヤマトにも恐れている一面がある。また、その一面はアニメで特に強調されており、おまけでは殉職したヒルゼンと月光ハヤテが就寝中自宅で幽霊として現れた時にはかなり動揺していた。
作者の岸本曰く「ナルトに自分自身を投影している」とのことであり、人気投票の結果を見た際に「なんでいつもカカシばかりに票が集まるんだ?」と癪な思いをすることが度々あったという。

## 経歴

### 生い立ち
生まれたばかりの頃、ミナトの手によって当時里を壊滅状態に陥れていた九尾を体内に封印された。ミナトとクシナはその際に死亡したが、人柱力が火影の子であることが公になれば危険が及ぶと判断した三代目火影・猿飛ヒルゼンにより出自は秘匿され、母方のうずまき姓を名乗っている。また、同様の理由でヒルゼンが定めた「ナルトに九尾が封じられていることの口外を禁じる」掟が徹底されたため、本人や同世代の子供たちは九尾封印の詳細について知らずに育った。しかし、九尾の被害を受けた世代の人々に迫害されることは避けられず、真実を知らない子供たちもナルトを敵視する大人たちの態度に無意識の内に影響されていたこともあり、誕生から十数年に渡って里のほとんどの人々から嫌われ続けることになった。その反動から、周囲の関心を自分に向けさせようと里の人々を散々イタズラで困らせる問題児になってしまったが、自分を認めてくれた忍者学校（アカデミー）での担任であったうみのイルカ、幼い頃から食事をご馳走してくれたラーメン一楽のテウチ・アヤメ親子、陰から支えてくれた三代目火影・ヒルゼンなど、少数の理解者の存在もあって人間的には道を外れることなく成長している。
幼少期から一人暮らしをしており、アパートのような建物の一室で生活している。生活費は支給されており、アニメの過去編において、ヒルゼンから生活費を受け取っている描写がある。食事は自分の好きなカップラーメンばかり食べており、消費期限切れの食材も平気で口にしていた。期限切れの牛乳を飲んで腹を壊したこともある。下忍になってからはカカシから野菜の差し入れを貰っている。

### 第一部
忍者学校時代の成績はいつも最下位で、卒業試験は毎回苦手な分身の術だったため3度にわたり不合格となっている。しかし、3度目の不合格直後にアカデミー教員・ミズキの陰謀に巻き込まれ、自分に九尾が封じられているため、里に忌み嫌われる存在であったことを暴露される。そのことで激しい怒りと絶望を抱くが、同時に師であるイルカが自分と同じ孤独な生い立ちであったことを聞かされ、自分の孤独な心に共感と理解を示してくれたことから吹っ切れ、里から盗んだ禁術の巻物から会得した「影分身の術」でミズキを撃退、そしてイルカから忍者の証である額当てを貰い、晴れて卒業する。
ライバルのうちはサスケ、春野サクラと共に、上忍のカカシの下で第七班として三人一組（スリーマンセル）を組み（アカデミーで成績最下位だったナルトと成績トップのサスケが班を組むことは、各班のパワーバランスを考えると必然的なものだった）、カカシによる合否判定の演習を経て正式に忍者（下忍）となったナルトは、波の国での護衛任務の中での桃地再不斬、白との戦闘、中忍試験、さらに伝説の三忍の1人・自来也との出会いを経て、大きく成長を遂げる。
中忍試験では予選で大蛇丸や、中忍試験受験者を装っていた薬師カブトと初めて対面する。第三の試験予選では犬塚キバと対戦し、土壇場での偶然の放屁という意外な展開で生じた隙をつき、「うずまきナルト連弾」でキバを倒す。最初はナルトを馬鹿にしていたキバもこの戦いを通してナルトを認め、以降馬鹿にする事がなくなった。本戦では日向ネジと対戦する。天才と言われるネジの攻撃に圧倒され、「八卦六十四掌」で点穴を突かれてチャクラを練れない状態にされてしまう。しかし、本戦までの間に自来也との修行で、自分にはもう一つのチャクラがあるということを伝えられており、それを思い出して九尾のチャクラを引き出したことで優勢になり、接戦の末に勝利する。直後の木ノ葉崩しの任務では、我愛羅と対峙する。同じ人柱力であり、未だなおその苦しみの中でもがいている我愛羅を恐れていたナルトだったが、我愛羅に捕らえられたサクラや呪印に侵食され動けないサスケを助ける為に必死に戦う。ガマブン太を口寄せする事に成功し我愛羅を退け、互いを理解し合った。
その後自来也に五代目火影就任を要請する為の綱手捜索に連れ出され、途中で暁の一員、うちはイタチと干柿鬼鮫に遭遇。ここで、自分の中の九尾が暁に狙われていること、サスケが語っていた「殺したい男」がイタチであることを知る。捜索の道中、自来也から「螺旋丸」を伝授される。必死の修行でも未完成だったその技を、綱手と対峙していた大蛇丸一味のカブトの戦闘中に完成させ、負傷しながらもカブトを行動不能にする。この後綱手から首飾りを貰い受け、身につけるようになる。
木ノ葉に帰還後病院の屋上でサスケと対峙し「螺旋丸」を使うが、皮肉にもその螺旋丸がサスケの「千鳥」の破壊力にも勝っていたことが、サスケの嫉妬心や焦りを生む。シカマルからサスケが里を抜けた事を聞かされ、サクラと「サスケを連れ戻す」という一生の約束をして彼の奪還任務に参加する。再会したサスケとは壮絶な戦いを繰り広げるが、彼を引き止めることはかなわず、その後サスケを連れ戻すために自来也に正式に弟子入りし、2年半の修行の旅に出る。
アニメオリジナルストーリーでは自来也が暁の情報収集のためにしばらく木の葉を抜けていたために修行ができず、同班のサスケが抜け、サクラも綱手の元で修行をしていたためか、他の同期の班に混じって任務に行くことが多かった。

### 第二部
自来也との修行から帰った後にサクラと挑んだカカシの鈴取りの修行では「影分身」の使い方に磨きが掛かっており、またこの後の戦闘ではそれまでにはなかった戦略的な行動が見られることからも修行による成長がうかがえる。その後、我愛羅を連れ去った暁を追い、最初にイタチ（「象転の術」による弱体化したダミー）と交戦し、新術である「大玉螺旋丸」を初披露する。その後はデイダラと交戦し、同じ人柱力でありながら自分よりも辛い状況に陥ってしまう我愛羅の人柱力としての悲しみが深く、怒りから九尾の尾を二本まで出してしまうが、その暴走は辛うじてカカシに止められ、デイダラを逃しながらも我愛羅を取り戻す。
その後はサスケを追って大蛇丸と交戦するが、サスケを思うあまりに彼を利用せんとする大蛇丸への怒りや彼を連れ戻す事への焦り等から九尾の尾を三本出し、最終的には四本目を出してしまい、不完全ながらも九尾化してしまう。その後、無意識の内にサクラを攻撃してしまうが、ヤマトによって鎮められ、九尾の力ではなく己の力で大切な人を守り抜いていく事を堅く誓った。その後はサスケと接触するも、実力の差と九尾の暴走による身体疲労、更には手のつけようが無いほどの兄への復讐の執念を見せつけられ、そのまま逃げられてしまい、己の非力を嘆きながらもサクラとサイの叱咤激励によって改めて強くなることを誓う。
帰還後はカカシとヤマトの教えの元でチャクラの性質変化の修行を開始する。普通の人間が一人でやったら何年もかかるといわれる修行を、分身体の経験はオリジナルに還元されるという影分身の特性を応用したカカシ考案の修業法で実力を急速に上げていく。その後、遂に形態変化の螺旋丸に性質変化を組み込んだ「風遁・螺旋手裏剣」を習得したが、修行は5割程度までしか終わっておらず、最低限の実戦に使える程度で切り上げてヤマトやサイ、サクラと共に苦戦を強いられるカカシの元へ援軍として参戦した。その後は鳴り物入りで参戦したにもかかわらず、一回目は術を外すという意外性NO.1らしさを見せるが、最終的には角都を恐怖させるほどの高度な新術を見事に決めて一気に形勢逆転し、角都を倒した。しかし、ゼロ距離で当てなくてはならない性質上、術者もダメージを負ってしまうことが発覚し、綱手より「風遁・螺旋手裏剣」は禁術とされてしまった。
大蛇丸の死やサスケが動き出したことを聞くと紅班と共にイタチの捜索の任務を受け、任務の途上でトビと戦うが、戦闘中に現れたゼツからサスケがイタチを倒したことを告げられる。その後、サスケとイタチが戦った場所へ向かうも既にサスケの姿は無く、またしてもサスケを救出することが出来なかった。
任務から帰還後は二大仙蝦蟇のフカサクから自来也の戦死を告げられる。天涯孤独であったナルトにとって、師と同時に家族的存在であった繋がりを失ったことで、当初は深い悲しみに暮れていたが、イルカやシカマルの励ましもあって自来也の仇を取るために立ち上がる。その後、フカサクと共に仙術チャクラを練る為の修行に励むべく、妙木山に籠ることとなる。
修行の末に自来也をも超えるほどの仙術チャクラを練ることができるようになる。そして、綱手より禁術に指定された「風遁・螺旋手裏剣」に仙術チャクラを練り込むことで投げることが出来るようになり、術者がダメージを負うリスクの克服につながった。その直後にペインが木ノ葉の里を襲撃していることを聞かされるが、里に残した連絡蛙がダンゾウによって殺されていたことにより、里が襲撃されている事実を知るのが遅れ、口寄せで帰還したときには、既に里が壊滅状態となっていた。傷ついた仲間らを見て怒りに達したナルトは、蝦蟇達と共にペインと壮絶な戦いを繰り広げる。最初は戦いを有利に進めるが、仙術チャクラが切れて劣勢に追い込まれてしまう。その後ペインから、平和とは何か、正義とは何かについて説かれ、それらを実現するために目の前の憎しみとどう向き合うかを問われる。その問いに対し、答えを出すことが出来ず、加えて自分への想いを告白した日向ヒナタがペインに重傷を負わされたことで、自身を見失い九尾の尾8本目まで暴走してしまう（この時に綱手に渡された首飾りを失った）。九尾の力を完全に引き出しかけた自分を内側から見守っていた四代目火影・波風ミナトに止められ、彼が自分の父親であることを明かされる。
ミナトに対し腹を一発殴った後で、自分を人柱力にしたことへの疑問や人柱力にされたことで辛い思いや淋しい思いを多く抱えたこと、様々な出会いで強くなって周囲に認められるようになったことなどを涙ながらに吐露するが、四代目火影の息子だから我慢するとミナトに告げる。彼から16年前の九尾の来襲の黒幕がトビであること、ペインはトビに利用されていることを告げられる。忍とは憎しみとの戦いである事、自来也が自分に憎しみを終わらせる答えを託した事、木ノ葉はまだやり直せる事、何より父が自分を信じてくれていることを聞き、消えゆく直前に彼に八卦封印を組み直してもらい、意を決して再びペインに立ち向かう。その後、「螺旋丸」で天道をも倒し、ペインに刺さっていたチャクラ受信波を利用してペイン本体である長門とそれを看病する小南を見つける。師である自来也や木ノ葉の仲間達を殺めた長門と小南に怒りを見せ、湧き立つ憎悪から二人に襲いかかるが直前で踏み留まり、自来也の弟子であった二人が、どうしてこうなってしまったのかと問う。長門達から自分たちの過去を告げられたのち、自来也の願いだった平和を成すために、自身が痛みを耐え忍び、火影になって雨隠れの里も救うことを約束する。ナルトの揺るがない決心と憎しみを耐え忍ぶ覚悟に、かつて諦めた自身の夢を思い出した長門は、最後の力を振り絞り、外道・輪廻転生の術で木の葉の里の死んだ者達を蘇らせる。術の発動の代償として長門は命を落とすが、ナルトに夢と未来を託して息絶えた。小南からも「今度こそは散ることのない希望であってくれ」と告げられて紙の花束を贈られる（その花束は自来也の墓標に供えられている）。その後、疲労困憊しながらも迎えに来たカカシと共に里に帰還した時には里の人々から感謝され、「里の英雄」として称えられた。
里の復興作業が続く中でキバからダンゾウが新たな火影に就任し、サスケ抹殺の許可を出したことを聞かされるが、直後に雲隠れの使者オモイやカルイの襲撃を受け、サスケが暁に加担して二人の師を拉致したことを知る。その後、サスケの情報を渡せと詰め寄られるが、拒否して殴られ続けたところをサイに助けられる。その後は雷影に直接サスケの許しを請うために雲隠れの使者をカカシやヤマトと共に尾行して鉄の国に入国し対面して土下座までするが、受け入れて貰えずに途方に暮れる。その後、宿に現れたうちはマダラ（と名乗るトビ）からイタチの真実と現在のサスケ、六道仙人の代から続く千手一族とうちは一族の呪われた宿命について教えられ愕然とし、同時に初代火影・千手柱間がうちはマダラと戦ったように次は自分とサスケが「運命に選ばれた二人」として戦うことになると告げられる。
鉄の国に来たサクラの突然の告白に戸惑い「自分に嘘をつくやつは嫌いだ」と突き放す。サイからサクラの真意や同期達の決断を聞き、更には我愛羅からサスケが五影会議を襲撃したことなどを聞かされ、様々な者達の覚悟を思い悩み、その場で過呼吸となって倒れて気絶してしまう。その後、目を覚ましてヤマトと共に木ノ葉に戻るようにカカシに言われていたが、うたた寝をするヤマトを出し抜いて一人でカカシの後を追う。
ようやくサスケと対峙するカカシやサクラのいる場に駆け付けてサスケがサクラを殺そうとするのを間一髪で阻止し、マダラの話からサスケが木ノ葉を憎む様になった心境を知ったことでサスケと互いの攻撃をぶつけ合った後にサスケの中の「ある事実」（六道仙人の息子の兄の方である大筒木インドラのチャクラ）に気付く。その後は「自分とサスケが戦えば二人とも死ぬ」事を覚悟し、サスケと戦おうとするカカシを遮ってまでサスケとは自分が戦う事を決意して一旦はその場を退く。しかし、里へ帰還後は納得出来ずにいた同期生達からサスケを殺さなかった事を咎められるが、敢えて理由を言わないまま、その場から立ち去った。
程なくサクラから綱手が快気したとの朗報を受け、その直後にフカサクにより妙木山に口寄せされて大ガマ仙人から「これからタコに出会う。それから、眼に力を宿す少年（サスケ）と戦うことになる」という予言を聞かされ、サスケと戦うために九尾のコントロールが必要不可欠とし、予言に従ってガマ寅の蔵入りを果たす。
その後、五影会議の決定事項で人柱力を保護拘束することになり、事情を知らされぬまま任務という名目で雲隠れの孤島（島亀）に送られるが、そこで予言の「タコ」ことビーに出会う。その後、彼から尾獣コントロールの極意を教わろうとするが、相手にされずに悪態をつきながらも事情を察したモトイにより真実の滝に連れて行かれ、もう一人の自分である闇ナルトと対峙する事になる。その後は実力が同じ者同士だったために決着が付かなかったが、キラービーから「自分を信じること」を学び、闇ナルトと和解する形で心の闇を完全に消すことに成功する。その後、滝の内部の修行場に入って精神世界の中で九尾と対峙し、チャクラを引き出そうとすると同時に九尾の強い憎しみに飲み込まれかけて現実空間でも尾獣化しそうになるが、精神世界に留まっていた実母であるクシナの言葉で我に帰る。
クシナの遺した力と共に九尾と戦い、九尾チャクラを引き剥がして自分に吸収し、九尾の意思を封印することに成功する。その後、クシナからミナトとの馴れ初めや九尾襲撃と自分が人柱力となった真相を聞くと共に自分が確かに両親に愛されて生まれたことを知り、「自分の器は九尾よりも先に父ちゃんと母ちゃんの愛が入っている、それだけで幸せだ、父ちゃんと母ちゃんの子で良かった。」と消えゆく母に告げる。
クシナとの対話を終えた後に鮫肌と同化していた鬼鮫の悪意を感知して見破り、ガイが捕らえた鬼鮫の最期を見届けた。その後、外に出たヤマトがカブトに捕獲されたことに気付かないまま、島内部の修行場で九尾チャクラを纏った上での修業を開始する。しかし、修行の最終段階である「尾獣螺旋丸」の習得途中で金銀兄弟の九尾チャクラを感知したことで外で起こっている異変に気付き、やって来たイルカから第四次忍界大戦が行われていることを聞く。その後はビーと共にイルカ達の制止を振り切り修行場から脱出し、連合本部から止めに駆けつけた綱手とエーに遭遇するが、ビーの助力もあって二人を説得し、戦争に加わる。
忍連合に紛れこんだ白ゼツを燻り出すために九尾チャクラをまとった「影分身」を各戦場に送りこみ、元五影を倒すなど不利な戦況を覆しつつ、ビーと共にトビの元に辿り着く。その後、カカシとガイの救援を受けながらも「輪廻眼外道の術」で操られた人柱力六人相手に苦戦するが、四尾に飲み込まれた際にその中で本体である四尾・孫悟空と対面し、彼を助けるために孫の指示によって外道の杭を破壊する。その後は助けた礼として孫からチャクラの一部を受け取り、更にはその様子を見た九尾こと九喇嘛とも遂に心を通わせて完全な人柱力として覚醒。人柱力全ての杭を壊して守鶴以外の尾獣達とも心を通わせ彼らからもチャクラの一部を受け取り、十尾復活に取り掛かったトビと直接対決、カカシとの連携でとうとう彼の面を破壊して正体を突き止めることに成功する。その後、五影を倒したマダラの参戦とトビの正体が親友であるうちはオビトと知ったカカシの動揺によって窮地に陥るも「絶対に仲間を殺させない」という言葉でカカシを奮い立たせる。
十尾が復活して八尾と共に戦うも全く力が及ばずに一旦は八尾と九喇嘛がチャクラ切れを起こしながらも駆けつけた忍連合軍と共に十尾に立ち向かう。その後は連合の連携によって十尾を抑えにかかるも力を増して変形した十尾の尾獣玉によって本部のシカク達が、木遁による広範囲への波状攻撃で多くの味方を倒され、更には自分を庇ったネジの死を看取ることになり、先述の誓いを守れなかったことに愕然とする。しかし、ネジの遺志を守ろうとするヒナタの一喝や九喇嘛の叱咤を受けて立ち直り、九喇嘛のチャクラを連合の忍全員に与えて再び反撃を開始するが、後から戦場にやってきた父であるミナトやサスケと再会、サクラを交えて第七班の再びの結成を果たし、十尾への攻撃を開始すると共にサスケとの高度な連携を見せた（未だに意思の相違を見せてはいたが）。その後、オビトが十尾の人柱力となり、陰陽遁の術による忍術の無効化に苦しめられるも仙術による攻撃は通用すると見抜くと共にオビトが神樹を顕現させ、連合の心が折れかかった時にも諦めない姿勢を見せて連合の心を繋ぎ止める。その後はサスケとの協力で九喇嘛化した状態に須佐能乎を纏わせてオビトとの一騎討ちに挑み、チャクラの引き合いの際にオビトと精神世界の中で対話し、両親の仇にあたるオビトを許した上で諭して彼に「うちはオビト」としての自我を取り戻させ、同時にオビトから尾獣達のチャクラを連合の忍達全員と共に引き抜いて勝利する。その後、マダラの元に向かってマダラとの戦いに挑むが、「輪廻天生」により生身として蘇った彼に圧倒され、九喇痲を抜かれて瀕死の状態に陥る。
その後、自身の精神世界にて六道仙人こと大筒木ハゴロモと出会い、そこで自身が彼の二人の息子の弟の方である大筒木アシュラの転生者であることを知る。ハゴロモからの「この戦争の果てに何を望む」という問いに対して「仲間を守りたい」と答え、マダラを止めるために六道仙人の力を授かって六道仙術を開花させた。そしてオビトがマダラから奪った一尾・守鶴や八尾・牛鬼のチャクラの一部、「陰」の九喇痲を入れられたことで全ての尾獣のチャクラが揃って見事に生還する。その後は自分と同じ六道の力を得たサスケと共に十尾の人柱力となったマダラや彼を触媒に復活した大筒木カグヤに立ち向かい、最初は苦戦を強いられながらも最終的にはサスケと共にカグヤを封印することに成功した。
その後、ハゴロモによって穢土転生が解術される直前に10月10日の朝日を迎え、父ミナトから17歳になった自分に誕生日祝いの言葉を貰った。今まで自分が経験してきたことやミナトを超える火影になることと「自分のことは何も心配いらない」という母クシナへの伝言を涙ながらに伝え、最初で最後の父子の会話を果たして昇天していく父を見送った。しかし、忍世界の革命を掲げるサスケを止めるべく再び「終末の谷」で決闘を行い、互いに無尽蔵に近いチャクラをほぼ全て使い果たすほどの文字通り天地を揺るがす壮絶な一騎討ちの末に、自身の「陰」の九喇痲の残り全てのチャクラを込めた「螺旋丸」とサスケの「炎遁・加具土命」を込めた「千鳥」との激突で右手を喪失するという重傷を負いながらも彼と和解、二人で「無限月読」を解術し戦争に終止符を打ち、戦争終結の立役者となった。サスケが贖罪の旅に出る際には見送りに現れ、彼が里を抜ける際に置いていった額当てを返却した。なお、欠損した右手は柱間細胞から造られた義手を装着することで補っており、以降は常時包帯が巻かれている。その後は上忍昇格の条件として、任務の傍らイルカの個人指導の下で苦手な座学に励む日々を送るが、最終的には下忍のまま火影に就任することになった。
劇場版『THE LAST』における事件を経てヒナタと交際を始め、数ヵ月後に結婚する。その後数年の間にボルトとヒマワリの父親となり、六代目火影カカシの後任として念願の七代目火影に就任している。なお、髪型は短髪になり、「七代目火影」と書かれた白地に炎の模様があしらわれたマントを着用している。火影としての激務やボルトの悪戯騒動で多忙な日々を送っているものの、それは苦にはしておらず、自身に構ってもらいたいが故に悪戯をするボルトの行動に理解を示した上で叱り、「忍者なら耐え忍ぶことも学ばないとな」と諭すなど、人として父として大きく成長した姿を見せた。

### BORUTO
火影として、里の近代化や鉄道や飛行船などの交通網の整備、五影連盟の設立・運営などの多くの仕事を請け負っており、それらを並行してこなすために大量の「影分身」を里中に放っている。その弊害として術を解くと各分身体の疲労が一気に蓄積されるため常人よりも疲れやすく、帰宅後は大抵食事を摂る気力すらなくすぐ寝てしまう。ほとんど火影屋敷に詰めており、帰宅も深夜になる場合が多く、子供たちに父親らしいことをしてやれず苦悩している一面を見せている。
ボルトの中忍試験においては、第三試験にて彼の不正を見咎め額当てを没収するが、その際に「ちゃんと向き合ってくれていたらこんな状況になっていない」という旨の言葉をぶつけられ、自分の父親としての至らなさを痛感する。直後に試験会場を襲ったモモシキに応戦するが、里の人々を守るため攻勢に出られず防戦に徹した末敗北、尾獣チャクラを奪うため異空間に拉致されてしまうが、駆け付けたサスケとボルト、他の五影に救出され、ボルトの螺旋丸に自分のチャクラを貸し与えてモモシキを倒した。この事件を機に互いの思いを理解したこともあり、ボルトとの親子仲も修復されている。
「殻」の暗躍を知ってからは、火影として木ノ葉、ひいては忍界を守るべく他国と足並みを揃えて対策にあたっている。そんな中、組織から脱走してきたカワキに「人柱力として迫害されていた昔の自分」を重ね合わせ、監視を兼ねてうずまき家に居候させ面倒を見る。カワキに忍術などを教え世話していく内に彼からも強く信頼される様になり、デルタとの戦いで彼が娘のヒマワリを庇ったこともあって彼もカワキを家族の様に思っている。ジゲンが襲撃をした際はサスケと共に異空間で戦い、彼を消耗させるもののサスケ共々敗北し封印されるが、その後駆けつけたボルト達によって救出された。ジゲンの体を完全に乗っ取った大筒木イッシキとの戦いでは以前よりも圧倒的な力に押されるも、九喇嘛から提案された重粒子（バリオン）モードでイッシキの寿命をほとんど削ったが、代償として九喇嘛を失ってしまった。コードの襲撃時にはカワキとボルトの元へシカマルと向かうもモモシキによってボルトの体が操られてしまい、更にはコードがシカマルを人質にしたことで追い込まれる。その間に事態は悪化しカワキはボルト諸共モモシキを殺そうとし始め、それを止めようとするも覚悟を決めたボルトに突き飛ばされ目の前でボルトが殺されてしまう。幸いにもモモシキによってボルトは蘇ったが、カワキから感謝と共にボルトを今度こそ殺すことを告げられ、止めようとするもヒナタと共に封印される。

## 人柱力として

ナルトに刻まれている八卦封印の図

九尾の妖狐を体内に封印された人柱力。尾獣を狙う秘密組織・暁からは九尾とも呼ばれる。
怒りを引き金に漏れ出した「チャクラの衣」を身に纏うことで九尾の姿と尾を象り、パワーやスピード、体の蘇生・回復機能が人智を凌駕する。ただし、尾の数が増えるにしたがって自我を保ちにくくなり、禍々しい妖狐の姿に変貌する4本目になると破壊衝動に駆られる。
自来也の修行で解放できるようになった尾の数が3本以下の状態でさえ、紅いチャクラの腕を伸ばしてうちは一族の写輪眼でも捉えることが困難な遠距離攻撃や、多量のチャクラを咆哮と共に展開・発射もできる。
だが、尾の数が4本を超えると状況は一変する。周囲の地形を破壊する程のチャクラを放出しながら人柱力の皮膚が剥がれていき、流出した血液が黒く変色・球体を生成、人柱力はその中で変容する。変容後は体全体が高熱の禍々しいチャクラが常に覆い隠す。このチャクラは通常の忍なら纏っているだけでも危険になるほど高圧であり、大蛇丸の草薙の剣の一振りですら貫くことができない。後頭部からは耳のような突起が伸び顔全体も一変、顎が大きく開く構造になっている。手足が伸び尾が生え、小さな九尾に酷似した形になり、体の輪郭はもはや人間の姿は微塵も感じられない外見となる。3本目以下の状態同様手を伸ばす事が可能であるが、一撃一撃の破壊力は比べ物にならない。腕を振り下ろしただけで強烈な衝撃波が発生、敵をなぎ払う。戦闘スタイルも異なり、以前の機敏な動きから一変、同じ箇所からあまり動かない鈍重なものとなる。伸ばした腕から別の腕を伸ばし、体から分身を生成、戦闘のサポートもさせるとより一層人間離れする。
尾獣固有の攻撃術「尾獣玉」すら使用する4本目の尾が出た時の戦闘能力は計り知れず、止めようとした自来也に後に「死にかけた」と言わしめる程の重傷を負わせ、互角以上に渡り合った大蛇丸戦ではカブトから「忍同士の戦いではなく、まるで化け物同士の戦い」と形容された。
自我を失って仲間を傷つける怖れからか、大蛇丸戦以降は九尾を抑え込むようになり、性質変化の修行時には木遁忍術で制御してもらっていた。
尾の数が5本目の際は不明だが、6本目になると増幅したチャクラが新たに妖狐の骨格を形成し、人柱力の体と繋がる。この状態では再び高機動力を駆使した戦闘スタイルに戻るが、スピードとパワーは3本目以下の時とは比べ物にならない。「尾獣玉」も力をため込む時間が短縮されただけでなく、威力も増大している。また九尾のチャクラの圧力も増し、ペイン戦の時は6本の尾を地面に突き立てて体を固定することで迫り来る圧力に耐えるということもした。
劇場版『疾風伝 絆』で4本目を出した際はサクラを介して渡された自来也の九尾抑制のお守りで正気に戻った。
ペインの木ノ葉襲撃時には自分を庇おうとしたヒナタが倒された怒りで、6本目を出し、7、8本目の尾まで出す。ヤマトによると9本目も出かかっていたうえ、錯乱したナルトは精神世界の「封印の札」を剥がしかけるも、ミナトの細工で封印式を再度組み直された。
なお、一見妖狐のチャクラに守られているように見て取れるが、実際にはダメージを受ける。尾が複数出るにつれて身体能力が上昇するが、ナルト本人の許容量を超えてしまうチャクラ量の増大は活動するだけで体に大きな負担がかかる。

## 戦闘方法
忍者学校卒業直前に会得した「影分身の術」を得意としているが、この術を含めた分身系統の術は忍者学校を3回連続で落第した原因でもあるほどに本来は苦手な術であり、ナルトが努力で弱点を克服する人間である事の代表例となっている。
この影分身の術はそれ単体でもナルトの強力な武器となっているが、他の様々な術の足がかりになるなど応用の幅も広く使われている。劇中でナルトが習得に苦戦した術はいずれも「右を見ている時に左も見ているようなもの」と例えられる難しさがあったが、これを影分身をして役割分担することで解決している。
チャクラ性質は「風」で、カカシとヤマトとの修行の末「風遁・螺旋手裏剣」を開発し、父ミナトが目指していた「形態変化と性質変化の融合」を達成した。この術には欠点が存在していたが、仙人モード会得と同時に克服している。自身のチャクラ性質が「風」だと判明した時はサスケのチャクラ性質が「火」であることからサスケとは相性がいいと発言している。後に全ての尾獣のチャクラを得て六道仙術を開花させた影響なのか、「風」以外にも「火」「土」「雷」「水」「陽」の「陰」を除く全ての性質変化に目覚めている。
うずまき一族という出自ゆえにチャクラの総量は多く、さらに九尾の人柱力になった際にその力の一部を引き出せるよう封印を組まれたため、人並み外れた膨大なチャクラを有している。しかし、元々チャクラのコントロールは苦手で、チャクラを余分に練り込んだあげくその一部しか術に変換できないなどチャクラを無駄遣いすることが多かったのだが、これは性質の違う九尾チャクラと自身のチャクラが影響し合っていることが自来也によって考察されている。また、勉強も苦手だったため記憶力も悪く（ただし、一概に悪いというわけではない）、複雑な印を必要とする術を扱えない。また、幻術や医療忍術は使えず、幻術返しも基礎的なものはできるが得意ではない。

### 影分身の術
ナルトの得意技である上忍レベルの忍術。両手で十字の印を結ぶことで、術者のチャクラを等分した実体を持つ分身体を生成することができる。並の忍ならば同時に数人程度のところ、規格外のチャクラ量を誇るナルトの場合は最大で1000人規模の分身を可能としており、この状態は「多重影分身の術」と呼ばれる。類似する術として、水や墨などの物質にチャクラを練り込み術者に擬態させる「水分身」や「墨分身」が存在する。
実体を伴う分身系の術の共通項として「解術した際、分身体が知覚した情報・経験が術者に還元される」という特徴がある。戦闘以外ではこの特徴を利用した偵察やマルチタスクが主な用途になっている。ナルトの場合は下忍時代の修行や火影になってからの仕事に後者の特性を用いているが、疲労も還元されてしまうため大量の分身は本体に負担をかけてしまうというリスクを伴う。
アニメ『疾風伝』の「ナルトの背中 〜仲間の軌跡〜」では、キバが回想内の修行シーンで影分身の術を使っていたが、最初は術に必要なチャクラとの両立には至らず、ナルトは大量の影分身を作りながら1体ごとに十分なチャクラ量をキープしているのだと気付いて驚愕していた。

### 螺旋丸
ナルトの父である四代目火影・波風ミナトが開発した高等忍術。片手の掌でチャクラを乱回転させて圧縮を行い、殺傷力を持ったチャクラの玉を作り上げる。形態変化を極限まで高めた術であり、印を結ぶ必要はないが複雑なチャクラのコントロールを要求されるため会得難易度は高い。
当初のナルトはチャクラコントロールに難航し、乱回転するチャクラを圧縮し球体に抑えて留めることができなかった。しかし、カブトとの戦いで、影分身をチャクラ放出係と形態変化係に役割分担させ会得する事に成功した。この方法は「影分身の術」を必要とするものの、術の会得難易度を大きく引き下げており、木ノ葉丸も同様の方法で会得している。後に九喇嘛のチャクラを使用可能になってからは、尾獣チャクラを腕の形状に形態変化させることで単身での使用が可能になった。
ミナトは性質変化も加える前提でこの術を開発したが、果たせぬまま死亡してしまったため長らく未完成のままだった。しかし、彼の師であった自来也がナルトに伝授し系譜を次の世代に託したことで、猿飛木ノ葉丸やうずまきボルトにも伝えられ、それぞれ独自の改良が加えられている。
大玉螺旋丸
チャクラを多めに練り込むことにより、通常よりも巨大なサイズになった螺旋丸。
螺旋連丸
影分身などを用いて両手に1発ずつ螺旋丸を生成し同時に放つ。
風遁・螺旋手裏剣
ナルトがカカシの指導のもと編み出した、螺旋丸のひとつの完成形。敵に当たると無数の風の刃によって相手を切り刻み、経絡系をズタズタに引き裂くという強力な術だが、当初はゼロ距離で当てなければならず、それゆえに術者の手にも振動による骨折や経絡系破壊といった反動をもたらすという欠陥があった。後に仙術を会得した際、投擲可能な「仙法・風遁螺旋手裏剣」に昇華させることで克服した。

### 仙人モード
自来也の死後、妙木山での仙術修行の末に「自然エネルギー」を取り込んだ「仙術チャクラ」を練った状態。ナルトは蝦蟇から教わったため、瞳孔は蝦蟇同様に横長の長方形になり、目元に隈取が現れている。
身体能力や全ての術が強化されていることに加え、チャクラ感知能力を備えている。また、「あらかじめ仙術チャクラを練った影分身体を遠方に待機させ、本体が練ったチャクラが切れ仙人モードが解けると同時に「影分身」を解き、分身体のチャクラを本体に還元・供給する」というナルト独自の仙術チャクラ供給法も併せて編み出している。これは、最初はフカサクと融合することで仙術チャクラを供給しようとしたが、九喇嘛のフカサクに対する嫉妬心によりフカサクとの融合が邪魔されたために考案されたものである。反面、チャクラコントロールが難しくなるために、戦闘に使用できる「影分身」の数が少なくなってしまう。ナルトでも分身は2体までが限界だった。

### 九尾チャクラモード
ペインとの戦いの後、精神世界での九尾こと九喇嘛との戦いに勝つことでそのチャクラを手に入れ、暴走することなく自分で制御できるようになった状態。髪の一部が2本の角のように逆立ち、全身が薄いオレンジ色に光るようになり、胸元から腹部にかけて6つの勾玉模様をはじめとした黒い紋様が浮かぶ。この状態は姿だけでなく九尾のチャクラを纏う前のナルトの匂いやチャクラ性質も異なっている。
能力としては父ミナトの異名「黄色い閃光」に匹敵するほどの高速移動能力の他、他人の悪意を感知するという既存の忍の感知能力にない能力を得る。チャクラは生命力に溢れ、木遁忍術に影響を与える。暴走状態と同様に纏ったチャクラを形態変化させて副腕として操ることができ、チャクラの腕を伸ばして打撃や「螺旋丸」による遠距離攻撃や全身から複数作成して全方位への攻撃、また防御や回避に使用する。チャクラの腕を利用して、「影分身」の併用なしでの「螺旋丸」、「螺旋手裏剣」またはその応用術発動が可能になった。九喇嘛と和解する前はオリジナルのチャクラを棚上げし、九喇嘛にオリジナルのチャクラを吸収されることと引き換えに九喇嘛のチャクラを利用することができるという条件が付いており、この状態で「影分身」を行うとチャクラを分散させることからあっという間にオリジナルがチャクラ切れを起こして死亡するというリスクも作中で伝えられていたが、これは九喇嘛の態度が軟化したことにより次第に解消されていった。

#### 九喇嘛モード
参戦した第四次忍界大戦でのトビと交戦中、九喇嘛との和解によりさらに強化された九尾チャクラモードの完成形。暴走状態と同様に垂直な瞳孔に、さらに頬の三本線の模様が太くなり、より妖狐である九喇嘛に近づくが、悪影響は無い。衣服は襟に6つの勾玉模様がある丈の長い羽織が追加され、黒い模様が上半身に広がって体中に黒い線が走り、より六道仙人に近い姿に変化する。
新たな能力として、黒い線が体中にある九喇嘛本体を模した巨大なチャクラを纏う尾獣化（腕・頭・尻尾など体の一部分の尾獣化も可能）や完全な「尾獣玉」が使用できる他、九喇嘛のチャクラをナルトを介して他人に渡し、一時的に強化させることができる。仙人モードと併用することも可能で、九喇嘛モードの状態だと自然エネルギーの取り込みが早く、瞳孔も仙人モードの隈取と合わさって十字状に開く。仙術チャクラを「尾獣玉」に混ぜ込むことができる。
これまでのようなナルトの心身に悪影響の出る欠点はないが、九喇嘛との絆あっての能力であるため、彼が気分を損ねてチャクラの貸与を拒否し発動できなかったことがある。

### 六道仙人モード
第四次忍界大戦終盤で、六道仙人の「陽」の力として右手に白い太陽の形をした印を授かり、全ての尾獣のチャクラを得たことで開花した。『陣の書』によれば、隈取りの無い十字の瞳孔がこの形態の特徴である。
マダラの「求道玉」を蹴り飛ばすほどに身体能力・反応速度・チャクラは強化され、通常は感知出来ないマダラの「輪墓・辺獄」をも見えないものの感知することが出来る他、空中を浮遊して自在に移動することも可能。チャクラを形態変化させた副腕や尾獣化も健在で、九喇嘛以外の尾獣の性質変化の術（血継限界）も扱える。サスケとの最後の戦いでは、尾獣化した状態で3体の「影分身」を出し、内一体（九喇嘛）に地上の膨大な量の自然エネルギーを吸収させてそれをオリジナルに還元し、他の2体の「影分身」と合体して阿修羅のような姿になった。この状態で放たれるそれぞれ「螺旋丸」と「尾獣玉」を核にした2つの巨大な「螺旋手裏剣」はサスケ最強の術「インドラの矢」と同等レベルの威力を持つ。
陽の印がある状態では、右手で触れることでガイが発動した「八門遁甲の陣」の最後を止めて命を繋ぎとめたり、カカシの体の一部を貰って失った左目を再生させる能力を発揮していた。六道・地爆天星を発動しカグヤを封印した直後に印は消失したが、それ以降もこの再生能力を使えるかは不明。
また、大戦末期の開花時には、背に渦巻マークと9つの勾玉模様に短くなった羽織の丈と右袖、全身に広がった黒い模様、顔のみチャクラの衣ではなく地肌の色という、他のチャクラモードと異なる姿を披露している。この時は、背中には六道仙人や六道の力を得たオビトやマダラと同じ「求道玉」があり、両手には六道の棒を携えている。大戦期以降は、六道仙人モードの特徴である瞳孔のまま他のチャクラモードに類似した姿に変身しているが、チャクラモード毎の違いがあるのかは不明である。
『陣の書』によると、この術は忍が選び体得するのではなく術が忍を選ぶとされる。会得するには「如何なる苦難にも向かって行く鋼の信念」「諦めを知らない根気強さ」「巡る輪廻と運命の導き」が必要で、会得した者は「あらゆる命の流れを悟り、世の成り立ちを達観し、理を違えること無く交流し味方につけることができる」という。自然エネルギーをそのままチャクラとして使用する関係上、分類の上では仙術だが、実体は既存の術全てと次元を異にする究極の力である。

### 重粒子（バリオン）モード
続編であるBORUTOで新しく習得した姿。九喇嘛曰く今までの形態とは根本から違う「別物」の力。他の形態が他所から得たチャクラを利用していたのに対し九喇嘛とナルトのチャクラを「原料」に命が尽きるまでエネルギーを生み出し続ける。頬に三本線が引かれ、目の周りに九喇嘛と全く同じ様な紋様が浮かぶ。背中からは九本の尻尾の様なものが生える。
その力は大筒木イッシキを上回る程の圧倒的なパワーを持ち、触れた相手の寿命を強制的に減らす。しかしそのデメリットとして、非常に消耗が激しい上に一度発動すると止まることが出来ない。更に使用後に九喇嘛が消滅してしまう（尾獣を抜かれた訳ではないためナルト自身は死なない）という一度きりの最終手段と呼べる技である。

### 使用術一覧
- 螺旋丸
  - 大玉螺旋丸
  - 七色螺旋丸（劇場版オリジナル）
  - 紅蓮螺旋丸（ナルティメットカードバトル、劇場版オリジナル）
  - 三日月螺旋丸（劇場版オリジナル）
  - 師弟螺旋丸（ナルティメットヒーロー3、ナルティメットアクセル3）
  - 螺旋丸・修行中（JUMP SUPER STARS）
  - 連環螺旋丸（JUMP ULTIMATE STARS）
  - 超チャクラ螺旋丸（劇場版オリジナル）
  - 竜巻螺旋丸（劇場版オリジナル）
  - 双腕螺旋丸（激闘忍者大戦EX、劇場版オリジナル）
  - 太極螺旋丸（別名、特大螺旋丸）
    - 真・太極螺旋丸（ナルティメットストーム4）

  - 螺旋連丸
  - 螺旋超多連丸
  - 惑星螺旋丸
  - うずまき螺旋連弾（ナルティメットアクセル）
  - 二人の切り札（ナルティメットクロス）
  - 螺旋丸・一楽バージョン（アニメオリジナル）
  - 太極螺旋丸（劇場版オリジナル）
  - きのこ螺旋丸（アニメオリジナル）
- 風遁
  - 螺旋丸
  - 螺旋手裏剣
- 土遁
  - 土流壁
- 変化の術
  - おいろけの術
- 影分身の術
  - 多重影分身の術
  - 手裏剣影分身
  - ハーレムの術
  - 四方八方手裏剣
  - 分身体当たり
  - 影分身変化
  - うずまきの陣
- 口寄せの術
  - コンビ変化
  - 屋台崩しの術
  - 風遁・蝦蟇鉄砲（アニメオリジナル）
  - 風遁・蝦蟇油炎弾（アニメオリジナル）
- うずまきナルト連弾
  - うずまきナルト二千連弾
  - うずまきナルト四千連弾
  - うずまきナルト五千連弾（ナルティメットストーム4）
  - うずまきナルト一帯連弾
  - うずまきナルト螺旋連弾（JUMP ULTIMATE STARS）
- 獅子連弾（疾風伝第196話にて使用）
- うずまきナルト乱打（劇場版オリジナル）
- 尾獣化/尾獣モード
  - 妖弧の衣
  - 九尾ナルト乱撃
  - 九尾螺旋丸（別名、究極螺旋丸）
  - 三尾螺旋丸（JUMP ULTIMATE STARS）
  - 三尾天陣界歪（JUMP ULTIMATE STARS）
  - 四尾弧威鞠（JUMP ULTIMATE STARS）
  - 四尾双邪至（JUMP ULTIMATE STARS）
  - 虚狗砲
  - 尾獣玉
- 仙人モード
  - 蛙組手
  - 仙法・螺旋連丸
  - 仙法・大玉螺旋丸
  - 仙法・超大玉螺旋丸
  - 仙法・超大玉螺旋多連丸
  - 仙法・風遁螺旋手裏剣
- 九尾チャクラモード（九喇嘛モード）
  - 瞬身の術
  - 螺旋乱丸
  - 螺旋吸丸
  - 惑星螺旋丸
  - ミニ螺旋手裏剣
  - 尾獣玉
    - 超ミニ尾獣玉

  - 尾獣惑星螺旋手裏剣（ナルティメットストーム4）
  - 尾獣閃光弾（ナルティメットストームジェネレーション）
- 六道仙人モード
  - 仙法・熔遁螺旋手裏剣
  - 仙法・磁遁螺旋丸
  - 尾獣玉螺旋手裏剣
  - 沸遁・怪力無双
  - 仙法・超尾獣螺旋手裏剣
  - 求道玉
  - 六道・地爆天星
  - 六道・超大玉螺旋手裏剣
- 重粒子バリオンモード
  - 重粒子バリオン螺旋丸
  - 重粒子バリオン尾砕撃
  - 閃紅衝拳
- その他
  - 変わり身の術
  - 影手裏剣の術

## 映画
主人公のためすべての作品に登場（ただし第11作では主人公ではない）。
- 劇場版 NARUTO -ナルト- 大活劇!雪姫忍法帖だってばよ!!
- 劇場版 NARUTO -ナルト- 大激突!幻の地底遺跡だってばよ
- 劇場版 NARUTO -ナルト- 大興奮!みかづき島のアニマル騒動だってばよ
- 劇場版 NARUTO -ナルト- 疾風伝
- 劇場版 NARUTO -ナルト- 疾風伝 絆
- 劇場版 NARUTO -ナルト- 疾風伝 火の意志を継ぐ者
- 劇場版 NARUTO -ナルト- 疾風伝 ザ・ロストタワー
- 劇場版 NARUTO -ナルト- ブラッド・プリズン
- ROAD TO NINJA -NARUTO THE MOVIE-
- THE LAST -NARUTO THE MOVIE-
- BORUTO -NARUTO THE MOVIE-